# Cerradomys scotti
Cerradomys scotti és una espècie de mamífer rosegador de la família dels cricètids. Viu al Districte Federal del Brasil, el sud de l'Estat de Goiás i les parts adjacents de Mato Grosso do Sul i Minas Gerais, així com a Bolívia. Fou anomenada en honor de Scott Lindbergh, per les seves contribucions a la zoologia del Brasil.
Té l'esquena de color fosc. Es diferencia d'altres espècies per una sèrie de característiques cranials. Té 58 cromosomes.